# Выборы в Государственное собрание Республики Мордовия (2016)
Выборы депутатов Государственного собрания Республики Мордовия шестого созыва состоялись в Мордовии 18 сентября 2016 года в единый день голосования, одновременно с выборами в Государственную думу РФ. Выборы проходили по смешанной избирательной системе: из 48 депутатов 24 избирались по партийным спискам (пропорциональная система), остальные 24 — по одномандатным округам (мажоритарная система). Для попадания в госсобрание по пропорциональной системе партиям необходимо преодолеть 5%-й барьер. Срок полномочий депутатов — пять лет.
На 1 января 2016 года в республике было зарегистрировано 643 060 избирателей.

## Ключевые даты
- 15 июня Государственное собрание Республики Мордовия назначило выборы на 18 сентября 2016 года (единый день голосования).[2]
  - 17 июня решение о назначении выборов было опубликовано в СМИ.[3]
- 17 июня ЦИК Мордовии утвердила календарный план мероприятий по подготовке и проведению выборов.[3]
- с 18 июня по 17 июля — период выдвижения списков и кандидатов.[3]
  - агитационный период начинается со дня выдвижения и заканчивается и прекращается за одни сутки до дня голосования.[3]
- с 4 июля по 3 августа — период представления документов для регистрации кандидатов и списков.[3]
- с 20 августа по 16 сентября — период агитации в СМИ.[3]
- 17 сентября — день тишины.[3]
- 18 сентября — день голосования.

## Участники

### Выборы по партийным спискам
По единому республиканскому округу партии выдвигают списки кандидатов. Для регистрации выдвигаемого списка партиям требуется собрать 0,5 % подписей от числа избирателей.
| 1 | Коммунистическая партия Российской Федерации    | Валентина Зайцева • Харис Якуббаев • Василий Полынов    | 24 | 91  | зарегистрирован                                                        |
| 2 | Партия Великое Отечество                        | Николай Стариков • Игорь Никитченко • Владимир Шанин    | 12 | 41  | зарегистрирован                                                        |
| 3 | ЛДПР — Либерально-демократическая партия России | Владимир Жириновский • Харис Якуббаев • Василий Полынов | 18 | 42  | зарегистрирован                                                        |
| 4 | Единая Россия                                   | Владимир Волков • Алексей Авдюшкин • Римма Варюхина     | 24 | 117 | зарегистрирован                                                        |
| 5 | Справедливая Россия                             | Елена Драпеко • Тимур Гераськин                         | 24 | 81  | зарегистрирован                                                        |
| — | Коммунисты России                               | Максим Сурайкин • Александр Подзоров • Чермен Хугаев    | 24 | 123 | отказано в регистрации (выявлено более 10 % недействительных подписей) |
| *Региональная группа соответствует одномандатному округу и должна включать от 3 до 5 кандидатов. Групп может быть от 12 до 24. |                                                 |                                                         |    |     |                                                                        |
| **Без учёта выбывших кандидатов. Общее число включённых в единый список кандидатов должно быть от 37 до 123 человек.           |                                                 |                                                         |    |     |                                                                        |

### Выборы по округам
По 24 одномандатным округам кандидаты выдвигались как партиями, так и путём самовыдвижения. Кандидатам требовалось собрать 3 % подписей от числа избирателей соответствующего одномандатного округа.
| №  | Округ                            | Состав                                                                                            | Избирателей |
| -- | -------------------------------- | ------------------------------------------------------------------------------------------------- | ----------- |
| 1  | Ардатовско-Большеигнатовский     | Ардатовский район, Большеигнатовский район                                                        | 28 335      |
| 2  | Атюрьевско-Торбеевский           | Атюрьевский район, частично Зубово-Полянский район, Торбеевский район                             | 26 391      |
| 3  | Атяшевско-Дубёнский              | Атяшевский район, частично Дубёнский район                                                        | 25 559      |
| 4  | Большеберезниковско-Кочкуровский | Большеберезниковский район, Кочкуровский район, частично Дубёнский район, городской округ Саранск | 24 314      |
| 5  | Веселовский                      | частично городской округ Саранск                                                                  | 29 584      |
| 6  | Волгоградский                    | частично городской округ Саранск                                                                  | 28 349      |
| 7  | Ельниковско-Краснослободский     | Ельниковский район, частично Краснослободский район                                               | 24 312      |
| 8  | Железнодорожный                  | частично Рузаевский район                                                                         | 24 475      |
| 9  | Заводской                        | частично Рузаевский район                                                                         | 25 508      |
| 10 | Зубово-Полянский                 | частично Зубово-Полянский район                                                                   | 27 033      |
| 11 | Инсарско-Ковылкинский            | Инсарский район, частично Ковылкинский район, Торбеевский район                                   | 24 372      |
| 12 | Ичалковско-Ромодановский         | Ичалковский район, Ромодановский район                                                            | 30 807      |
| 13 | Кадошкинско-Старошайговский      | Кадошкинский район, Старошайговский район, частично Краснослободский район, Рузаевский район      | 24 558      |
| 14 | Коваленковский                   | частично городской округ Саранск                                                                  | 29 625      |
| 15 | Ковылкинский                     | частично Ковылкинский район                                                                       | 24 373      |
| 16 | Луховский                        | частично городской округ Саранск                                                                  | 28 856      |
| 17 | Лямбирский                       | Лямбирский район                                                                                  | 25 314      |
| 18 | Московский                       | частично городской округ Саранск                                                                  | 29 268      |
| 19 | Пушкинский                       | частично городской округ Саранск                                                                  | 29 581      |
| 20 | Темниковско-Теньгушевский        | Темниковский район, Теньгушевский район                                                           | 21 854      |
| 21 | Центральный                      | частично городской округ Саранск                                                                  | 29 508      |
| 22 | Чамзинский                       | Чамзинский район                                                                                  | 25 478      |
| 23 | Энергетический                   | частично городской округ Саранск                                                                  | 29 328      |
| 24 | Юго-Западный                     | частично городской округ Саранск                                                                  | 29 581      |

## Результаты

Результаты выборов по единому округу.

Результаты выборов по одномандатным округам.
Единая Россия
Самовыдвижение

| Место                      | Место                      | Партия                     | по региональным спискам | по региональным спискам | по региональным спискам | по одно- мандатным округам | всего         | всего   |
| Место                      | Место                      | Партия                     | Голоса                  | %                       | Получено мест           | Получено мест              | Получено мест | %       |
| -------------------------- | -------------------------- | -------------------------- | ----------------------- | ----------------------- | ----------------------- | -------------------------- | ------------- | ------- |
|                            | 1.                         | «Единая Россия»            | 435 824                 | 83,70 %                 | 22                      | 23                         | 45            | 93,75 % |
|                            | 2.                         | КПРФ                       | 32 348                  | 6,21 %                  | 1                       | 0                          | 1             | 2,08 %  |
|                            | 3.                         | ЛДПР                       | 30 446                  | 5,85 %                  | 1                       | 0                          | 1             | 2,08 %  |
|                            |                            |                            |                         |                         |                         |                            |               |         |
|                            | 4.                         | «Справедливая Россия»      | 15 460                  | 2,97 %                  | 0                       | 0                          | 0             | 0 %     |
|                            | 5.                         | Партия Великое Отечество   | 3304                    | 0,63 %                  | 0                       | —                          | 0             | 0 %     |
|                            |                            | Самовыдвижение             | —                       | —                       | —                       | 1                          | 1             | 2,08 %  |
| Недействительные бюллетени | Недействительные бюллетени | Недействительные бюллетени | 3343                    | 0,64 %                  |                         |                            |               |         |
| Всего                      | Всего                      | Всего                      | 520 725                 | 100 %                   | 24                      | 24                         | 48            | 100 %   |

### Результаты по округам
| №  | Округ                            | Всего избирателей | Всего проголосовало | Явка    | Избранный депутат    | Партия         | Число голосов | Процент |
| -- | -------------------------------- | ----------------- | ------------------- | ------- | -------------------- | -------------- | ------------- | ------- |
| 1  | Ардатовско-Большеигнатовский     | 27 466            | 25 874              | 94,2 %  | Владимир Кабаев      | Единая Россия  | 23 497        | 90,81 % |
| 2  | Атюрьевско-Торбеевский           | 26 069            | 23 650              | 90,72 % | Юрий Тутуков         | Единая Россия  | 20 080        | 84,9 %  |
| 3  | Атяшевско-Дубёнский              | 24 613            | 23 098              | 93,84 % | Александр Щемеров    | Единая Россия  | 21 014        | 90,98 % |
| 4  | Большеберезниковско-Кочкуровский | 22 814            | 20 529              | 89,98 % | Александр Поздняков  | Единая Россия  | 18 112        | 88,23 % |
| 5  | Веселовский                      | 28 943            | 23 276              | 80,42 % | Игорь Константинов   | Единая Россия  | 18 918        | 81,28 % |
| 6  | Волгоградский                    | 28 522            | 23 232              | 81,45 % | Анатолий Пинямаскин  | Единая Россия  | 18 893        | 81,32 % |
| 7  | Ельниковско-Краснослободский     | 23 269            | 20 439              | 87,84 % | Игорь Тараскин       | Единая Россия  | 17 740        | 86,79 % |
| 8  | Железнодорожный                  | 24 051            | 14 130              | 58,75 % | Валерий Сурайкин     | Единая Россия  | 8412          | 59,53 % |
| 9  | Заводской                        | 25 205            | 16 223              | 64,36 % | Николай Амбаев       | Единая Россия  | 11 747        | 72,41 % |
| 10 | Зубово-Полянский                 | 27 047            | 24 440              | 90,36 % | Андрей Надейкин      | Единая Россия  | 22 032        | 90,15 % |
| 11 | Инсарско-Ковылкинский            | 23 426            | 21 814              | 93,12 % | Наталия Андрюшечкина | Единая Россия  | 19 697        | 90,3 %  |
| 12 | Ичалковско-Ромодановский         | 29 523            | 26 745              | 90,59 % | Александр Атласов    | Единая Россия  | 23 698        | 88,61 % |
| 13 | Кадошкинско-Старошайговский      | 23 484            | 22 017              | 93,75 % | Александр Болдырев   | Единая Россия  | 19 754        | 89,72 % |
| 14 | Коваленковский                   | 28 480            | 21 703              | 76,2 %  | Вячеслав Крылов      | Единая Россия  | 17 638        | 81,27 % |
| 15 | Ковылкинский                     | 23 650            | 20 997              | 88,78 % | Владимир Шукшин      | Единая Россия  | 19 206        | 91,47 % |
| 16 | Луховский                        | 28 617            | 21 274              | 74,34 % | Владимир Грибанов    | Единая Россия  | 17 022        | 80,01 % |
| 17 | Лямбирский                       | 25 291            | 23 324              | 92,22 % | Виктор Марков        | Единая Россия  | 19 233        | 82,46 % |
| 18 | Московский                       | 28 859            | 21 576              | 74,76 % | Виктор Якуба         | Единая Россия  | 15 974        | 74,04 % |
| 19 | Пушкинский                       | 28 576            | 23 538              | 82,37 % | Владимир Чибиркин    | Единая Россия  | 21 021        | 89,31 % |
| 20 | Темниковско-Теньгушевский        | 21 024            | 19 967              | 94,97 % | Светлана Киселева    | Единая Россия  | 18 161        | 90,96 % |
| 21 | Центральный                      | 29 693            | 21 414              | 72,12 % | Сергей Катков        | Единая Россия  | 14 957        | 69,85 % |
| 22 | Чамзинский                       | 24 693            | 23 012              | 93,19 % | Сергей Сиушов        | Единая Россия  | 20 194        | 87,75 % |
| 23 | Энергетический                   | 26 936            | 17 857              | 66,29 % | Роман Хайров         | Единая Россия  | 12 858        | 72,01 % |
| 24 | Юго-Западный                     | 28 980            | 18 603              | 64,19 % | Леонид Башмаков      | самовыдвижение | 7969          | 42,84 % |